# Lindsaea
Lindsaea är ett släkte av ormbunkar. Lindsaea ingår i familjen Lindsaeaceae.

## Bildgalleri

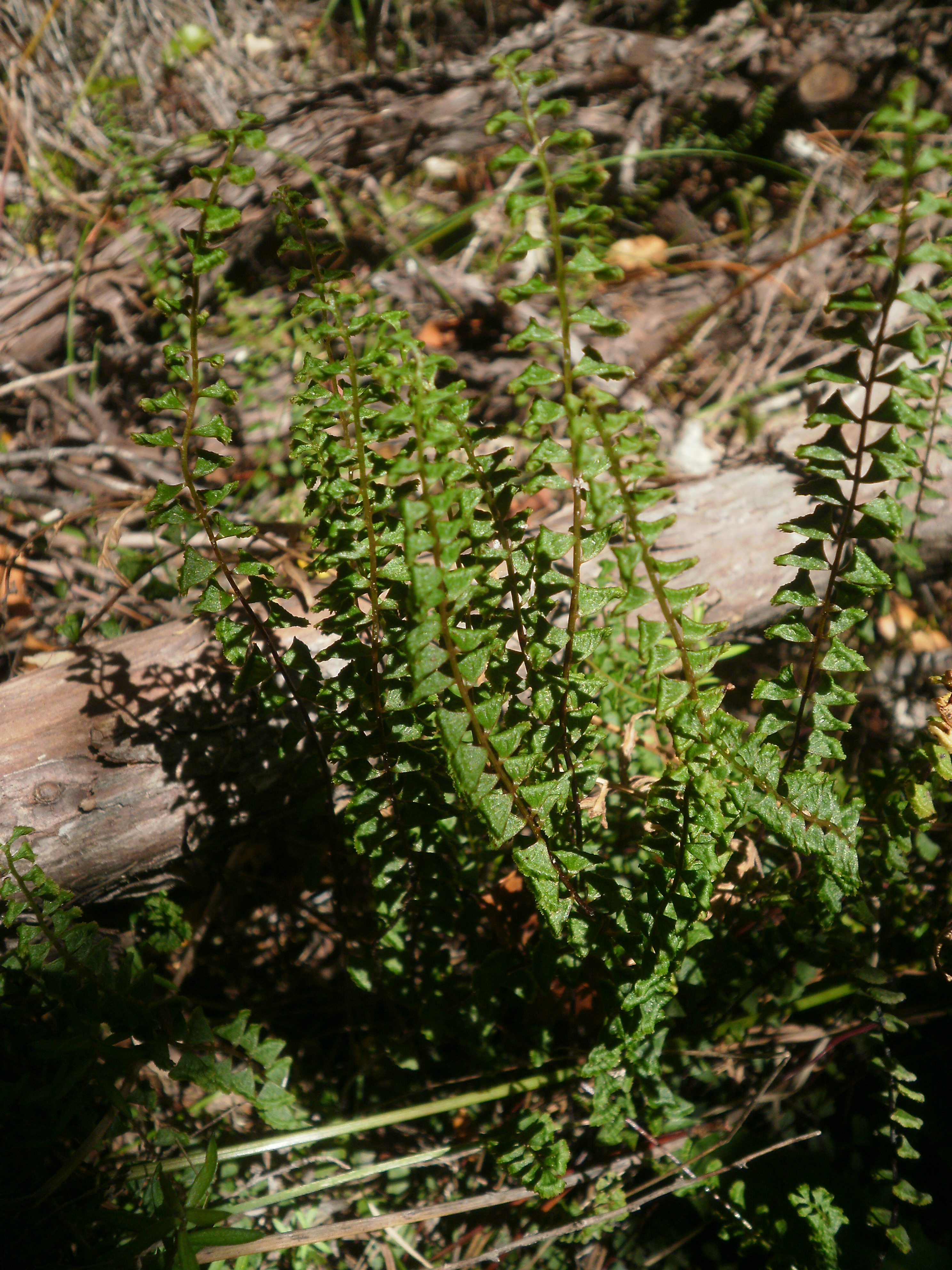
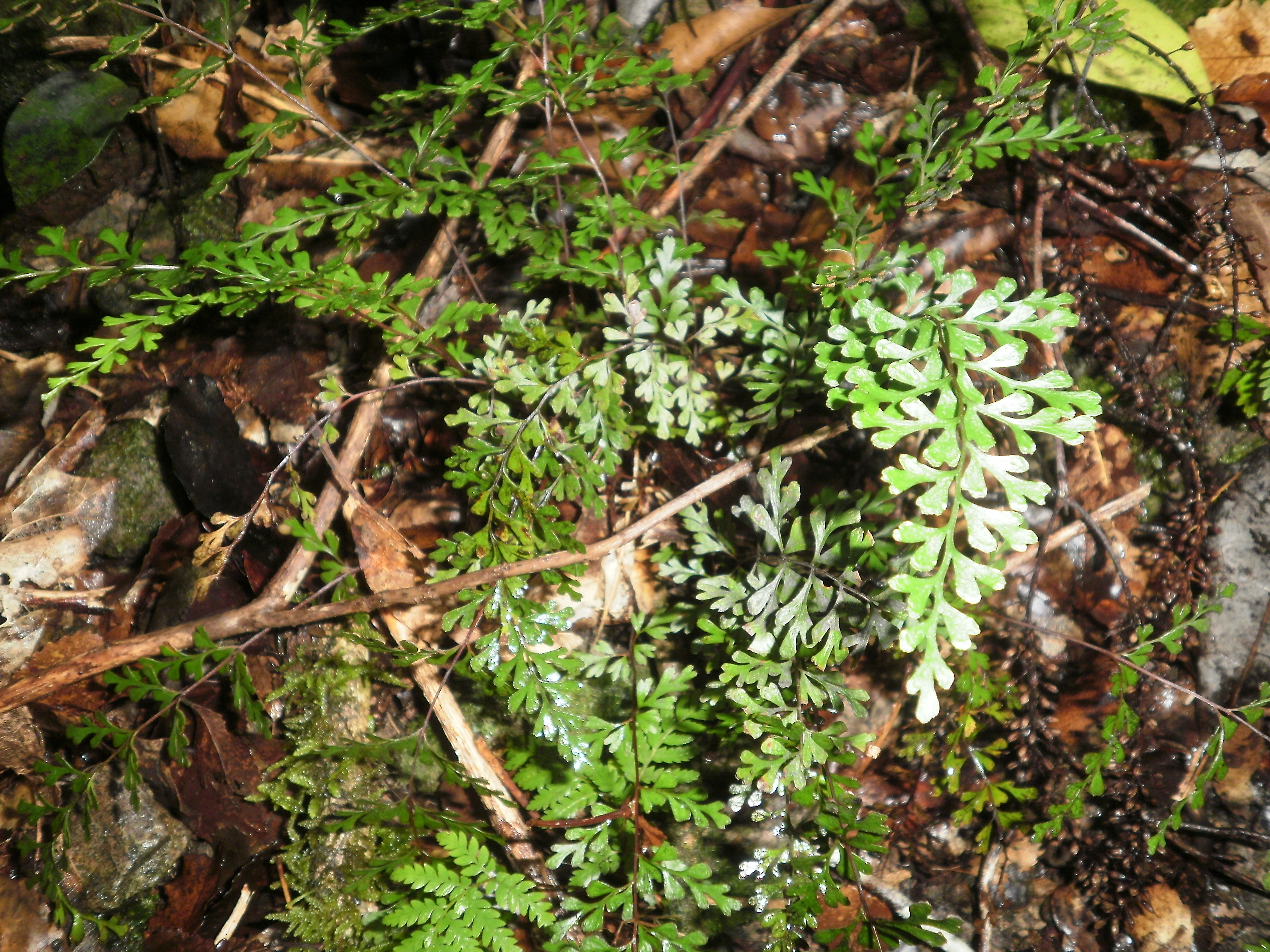

## Dottertaxa tillLindsaea, i alfabetisk ordning[1]
- Lindsaea adiantoides
- Lindsaea agatii
- Lindsaea apoensis
- Lindsaea arcuata
- Lindsaea austrosinica
- Lindsaea azurea
- Lindsaea bakeri
- Lindsaea bifida
- Lindsaea blotiana
- Lindsaea bolivarensis
- Lindsaea borneensis
- Lindsaea botrychioides
- Lindsaea bouillodii
- Lindsaea brachypoda
- Lindsaea cambodgensis
- Lindsaea capillacea
- Lindsaea carvifolia
- Lindsaea chienii
- Lindsaea chingii
- Lindsaea chrysolepis
- Lindsaea coarctata
- Lindsaea commixta
- Lindsaea coursii
- Lindsaea crispa
- Lindsaea cubensis
- Lindsaea cultrata
- Lindsaea cultriformis
- Lindsaea cyclophylla
- Lindsaea decaryana
- Lindsaea digitata
- Lindsaea dimorpha
- Lindsaea dissecta
- Lindsaea divaricata
- Lindsaea divergens
- Lindsaea doryphora
- Lindsaea dubia
- Lindsaea eberhardtii
- Lindsaea ensifolia
- Lindsaea eximia
- Lindsaea falciformis
- Lindsaea feei
- Lindsaea filipendula
- Lindsaea fissa
- Lindsaea francii
- Lindsaea fraseri
- Lindsaea glandulifera
- Lindsaea gomphophylla
- Lindsaea grandiareolata
- Lindsaea gueriniana
- Lindsaea guianensis
- Lindsaea hainaniana
- Lindsaea hamiguitanensis
- Lindsaea harveyi
- Lindsaea hemiacroscopica
- Lindsaea hemiglossa
- Lindsaea hemiptera
- Lindsaea heterophylla
- Lindsaea hewittii
- Lindsaea himalaica
- Lindsaea incisa
- Lindsaea integra
- Lindsaea jamesonioides
- Lindsaea jarrettiana
- Lindsaea javanensis
- Lindsaea javitensis
- Lindsaea kajewskii
- Lindsaea kalimantanensis
- Lindsaea kawabatae
- Lindsaea kingii
- Lindsaea lancea
- Lindsaea lapeyrousei
- Lindsaea latifrons
- Lindsaea leptophylla
- Lindsaea l'herminieri
- Lindsaea liesneri
- Lindsaea linduensis
- Lindsaea linearis
- Lindsaea lobata
- Lindsaea longifolia
- Lindsaea lucida
- Lindsaea macrophylla
- Lindsaea malabarica
- Lindsaea malayensis
- Lindsaea mazaruniensis
- Lindsaea media
- Lindsaea meifolia
- Lindsaea merrillii
- Lindsaea mesarum
- Lindsaea microphylla
- Lindsaea microstegia
- Lindsaea modesta
- Lindsaea monocarpa
- Lindsaea multisora
- Lindsaea napaea
- Lindsaea natunae
- Lindsaea nervosa
- Lindsaea oblanceolata
- Lindsaea obscura
- Lindsaea obtusa
- Lindsaea orbiculata
- Lindsaea ovata
- Lindsaea ovoidea
- Lindsaea oxyphylla
- Lindsaea pacifica
- Lindsaea pallida
- Lindsaea papuana
- Lindsaea parallelogramma
- Lindsaea parkeri
- Lindsaea pellaeiformis
- Lindsaea pendula
- Lindsaea phassa
- Lindsaea philippinensis
- Lindsaea pickeringii
- Lindsaea pleioptera
- Lindsaea plicata
- Lindsaea portoricensis
- Lindsaea pratensis
- Lindsaea prolongata
- Lindsaea protensa
- Lindsaea pseudohemiptera
- Lindsaea pulchella
- Lindsaea pumila
- Lindsaea quadrangularis
- Lindsaea ramosii
- Lindsaea regularis
- Lindsaea reniformis
- Lindsaea repanda
- Lindsaea repens
- Lindsaea rigida
- Lindsaea rigidiuscula
- Lindsaea roemeriana
- Lindsaea rosenstockii
- Lindsaea rufa
- Lindsaea sagittata
- Lindsaea salomonis
- Lindsaea sarawakensis
- Lindsaea schizophylla
- Lindsaea schomburgkii
- Lindsaea seemannii
- Lindsaea semilunata
- Lindsaea societatis
- Lindsaea sphenomeridopsis
- Lindsaea spruceana
- Lindsaea stenomeris
- Lindsaea stricta
- Lindsaea subalpina
- Lindsaea subtilis
- Lindsaea surinamensis
- Lindsaea taeniata
- Lindsaea tenera
- Lindsaea tenuifolia
- Lindsaea tenuis
- Lindsaea terrae-reginae
- Lindsaea tetragona
- Lindsaea tetraptera
- Lindsaea trichomanoides
- Lindsaea ulei
- Lindsaea walkerae
- Lindsaea venusta
- Lindsaea werneri
- Lindsaea versteegii
- Lindsaea vieillardii
- Lindsaea virescens
- Lindsaea vitiensis
- Lindsaea yaeyamensis